# Eggman Hates Furries
Eggman Hates Furries (с англ. — «Эггман ненавидит фурри») — бесплатная фанатская игра, посвящённая серии Sonic the Hedgehog, созданная разработчиком под ником Oddwarg на движке Game Maker и выпущенная 21 октября 2010 года для Windows. Игра повествует о попытках ежа Соника и его друга лиса Тейлза противостоять доктору Эггману. Многие критики хорошо отзывались об игре. Они хвалили её за заставки и игровой процесс, но критик с Destructoid был недоволен концовкой.

## Игровой процесс
Игра представляет собой платформер, в котором игроку предстоит преодолевать препятствия посредством бега и прыжков по различным платформам, чтобы добраться до конца игры. Периодически между уровнями показываются анимированные заставки, некоторые из которых озвучены. Критики отмечали, что основной упор в геймплее сделан на боссах — особо сильных противниках. К примеру, в начале игры Соник бежит по поверхности водоёма, пока его пытается догнать босс. У каждого такого противника есть уязвимые места, с помощью которых его можно победить. Eggman Hates Furries выполнена в пиксельном стиле старых игр про Соника, выходивших для приставки Sega Mega Drive. Игра часто создаёт сюрреалистичные и несерьёзные образы. Eggman Hates Furries выполнена в стилистике платформера I Wanna Be the Guy, известного своей сложностью, из-за чего в некоторых моментах смерть протагониста происходит неожиданно.

## Сюжет
Сюжет игры начинается с погони, где Соник на мотоцикле пытается перехватить Изумруд Хаоса раньше Эггмана. Злодею удаётся одержать победу над главным героем. Очнувшись дома, Соник наблюдает отлёт Тейлза и появление доктора. Позже Соник стремится найти Тейлза, но встрече препятствует изобретение Эггмана, поймавшее лиса. Освободив друга, Соник вступает в сражение с доктором Эггманом. Последний оказывается побеждён, но злодей поглощает энергию Изумрудов Хаоса и становится супер-Эггманом, после чего сбрасывает протагониста в пропасть. Но Тейлз ловит Соника с помощью переоборудованного летающего устройства доктора. Сонику удаётся получить силы Изумрудов, и тот даёт отпор. Затем Эггман пытается догнать героев, но у него кончаются кольца (без которых игрок также погибнет), и тот падает в пропасть. В конце Соник и Тейлз целуются.

## Критика
Фанатская игра была преимущественно положительно оценена критиками. Джефф Дрейк на сайте TheGamer поместил Eggman Hates Furries в рейтинг игр, которые должен знать каждый фанат Соника. Он заявил, что игра и оставляет то, что делало старые игры уникальными, и даёт что-то новое. Также Дрейк заметил, что если бы игры в списке ранжировались, то Eggman Hates Furries «попала бы в топ-3». Похожим мнением поделился критик с GQ: он сказал, что Eggman Hates Furries выделяется на фоне других фанатских игр тем, что пытается экспериментировать и стать самостоятельной игрой. Себастьян Сантабарбара c RetroDodo похвалил игру за анимированные ролики и сражения с боссами. Рецензент Степан Плач на сайте Freegamearchive написал, что звук и музыка в игре — её самая сильная сторона, а управление, наоборот, — самая слабая.
Однако некоторые игровые критики были недовольны отдельными элементами игры. Так, Конрад Циммерман с Destructoid похвалил игру за игровой процесс и сюжет, но заставки и закадровый голос ему не понравились. Также из минусов он выделил концовку, сказав, что для людей, знающих о взаимоотношениях Соника и Тейлза в официальных играх, она может показаться «неудобной»; он всё же рекомендовал скачать игру, но в самом конце перестать играть.